# Ситове
Си́тове — заплавне озеро в лівій заплаві річки Дніпро в межах Черкаського району Черкаської області України.
Озеро розташоване на західній околиці села Келеберда, між селом та озером Криве. Має стік до Дніпра через звивисту протоку завдовжки 3 км.
Водойма має овальну форму, простягаючись з північного заходу на південний схід. Довжина становить 720 м, а ширина коливається від 150 до 200 м. На озері знаходяться багато мілин, які в період паводків на Дніпрі затоплюються. Влітку озеро часто заростає очеретом. Глибина коливається від 0,5 до 1,0 м.
Озеро використовується для риболовлі.
| {{{alt}}} | Це незавершена стаття про Канівський район. Ви можете допомогти проєкту, виправивши або дописавши її. |